# Ацетогенины

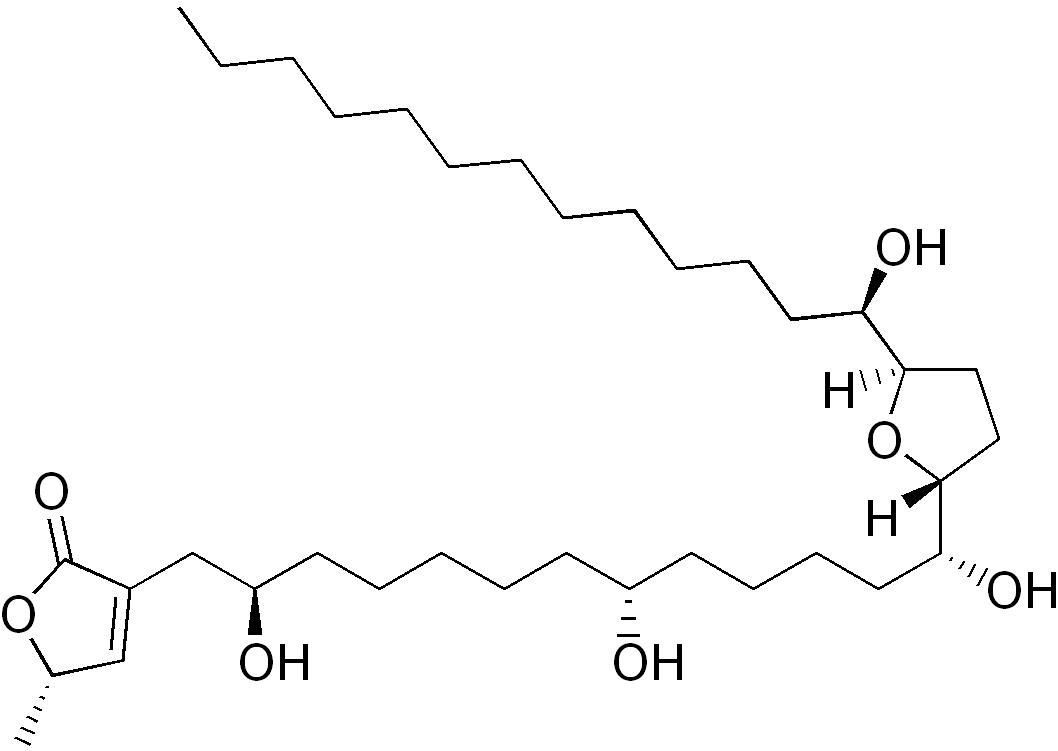
Химическая структура аннонацина.

Ацетогенины — класс поликетидов, синтезируемый растениями семейства Annonaceae. Они характеризуются наличием длинных, линейных 32- или 34-углеродных цепей, в которых расположены такие функциональные группы, как гидроксилы, кетоны, эпоксиды, тетрагидрофураны и тетрагидропираны. Цепь обычно оканчивается лактоном или бутанолидом. Из 51 вида растений было выделено свыше 400 соединений этого семейства.
К этой группе относятся:
- Аннонацин
- Аннонин
- Буллатацин
- Уварицин

## Использование для лечения рака
Более чем половина больных раком используют какие-то дополнительные и альтернативные методы лечения. Ни очищенные, ни в грубом экстракте ацетогенины Бразильской папайи (Asimina triloba) не были одобрены FDA для лечения рака, но они показали противоопухолевую активность как на животных, так и при клинических испытаниях.
Как грубый экстракт папайи, так и сами ацетогенины, по-видимому, подавляют активацию HIF-1, блокируя гипоксическую индукцию синтеза белка HIF-1α.
По-мнению ряда учёных, отсутствие строго контролируемых клинических испытаниях бросает тень на наблюдения, что использование ацетогенинов уменьшает размеры опухоли, её кровоснабжение, подавляет метастазы и улучшает выживаемость у раковых пациентов.